# Miss Mato Grosso 2015
Miss Mato Grosso 2015 foi a 56ª edição do tradicional concurso de beleza feminina de Miss Mato Grosso, válido para a disputa de Miss Brasil 2015, único caminho para o Miss Universo. O evento contou com a participação de dezesseis (16) candidatas municipais em busca do título que pertencia à rondonopolitana - mas representante de Juara - Jéssica Rodrigues, vencedora do título no ano anterior. O evento, coordenado à vinte e cinco (25) anos pelo colunista social Warner Willon, foi realizado no Buffet Leila Malouf no dia 9 de Julho na cidade de Cuiabá  e apresentado pelo ator David Cardoso Júnior.

## Resultados

### Colocações
| Posição                 | Município e candidata |
| ----------------------- | --- |
| Vencedora               | - Cuiabá - Camilla Della Valle |
| 2º. Lugar               | - Barra do Garças - Marcela Castro |
| 3º. Lugar               | - Várzea Grande - Érika Guebara |
| 4º. Lugar               | - Cáceres - Jaqueline Massavi |
| 5º. Lugar               | - Querência - Mariana Gomes |
| (TOP 10) Semifinalistas | - Dist. de Vila Operária - Cristiane Santin - Nova Santa Helena - Vanessa Araújo - Primavera do Leste - Rafaela Salomão - Rondonópolis - Izadora Lima - Sorriso - Bruna Citadella |

### Prêmios Especiais
- O concurso distribuiu os seguintes prêmios este ano:[4]

| Prêmio         | Candidata                                   |
| Miss Simpatia  | - Jaciara - Mikaella Campos                 |
| Miss Elegância | - Dist. de Vila Operária - Cristiane Santin |

### Ordem dos Anúncios
| 1. Barra do Garças 2. Cáceres 3. Cuiabá 4. Dist. de Vila Operária 5. Nova Santa Helena 6. Primavera do Leste 7. Querência 8. Rondonópolis 9. Sorriso 10. Várzea Grande | 1. Barra do Garças 2. Cáceres 3. Cuiabá 4. Querência 5. Várzea Grande |  |  |

## Candidatas
Disputaram o título este ano:
| - Barra do Garças - Marcela Castro - Cáceres - Jaqueline Massavi - Cuiabá - Camilla Della Valle - Dist. de Coxipó - Francielle Resende - Dist. de Vila Operária - Cristiane Santin - Jaciara - Mikaella Campos | - Juína - Julielen Gabardo - Nobres - Tatiane Ductra - Nova Mutum - Geslaine Chemin - Nova Santa Helena - Vanessa Araújo - Primavera do Leste - Rafaela Salomão | - Querência - Mariana Gomes - Rondonópolis - Izadora Lima - Sinop - Thânia Anjolim - Sorriso - Bruna Citadella - Várzea Grande - Érika Guebara |

## Dados das Candidatas
Dados fornecidos pela organização:
| Barra do Garças Marcela Castro tem 21 anos e 1.72m. Está no 5º semestre de Direito na UFMT. Cáceres Jaqueline Massavi tem 21 anos e 1.74m. É acadêmica de Ciências Contábeis. Cuiabá Camilla Della Valle tem 21 anos e 1.68m. É estudante do 9º período de Direito. Dist. Vila Operária Cristiane Santin tem 24 anos e 1.78m. É graduada em Recursos Humanos. | Jaciara Mikaella Campos tem 18 anos e 1.69m. Cursa Engenharia Civil. Nova Mutum Geslaine Chemin tem 18 anos e 1.69m. É estudante. Primavera do Leste Rafaela Salomão tem 24 anos e 1.75m. É formada em Enfermagem e em teatro. Querência Mariana Gomes tem 18 anos e 1.70m. Estuda para cursar Odontologia. | Rondonópolis Izadora Lima tem 19 anos e 1.74m. É estudante de Psicologia. Sinop Thânia Anjolim tem 18 anos e 1.75m. É estudante de Administração. Sorriso Bruna Citadella Alves tem 21 anos e 1.75m. Ela é acadêmica de Direito. Várzea Grande Érika Guebara tem 20 anos e 1.70m. Nascida em Juara, cursa Engenharia Civil. |

## Crossovers

### Estadual
Miss Mato Grosso Turismo
- 2014: Nobres - Tatiane Ductra (2º. Lugar) [11]
  - (Representando o município de São Pedro da Cipa)

### Outros
Musa do Festival de Pesca
- 2014: Cáceres - Jaqueline Massavi (Vencedora) [12]
  - (Representando um clube local da cidade de Cáceres)

Rainha da Exporriso
- 2013: Sorriso - Bruna Citadella (Vencedora) [13]
  - (Sem representação específica)